# Lavoslav Ružička
Lavoslav (Leopold) Ružička (Vukovar, 13. rujna 1887. – Mammern, Švicarska, 26. rujna 1976.) dobitnik je Nobelove nagrade za kemiju, te je prvi hrvatski dobitnik te nagrade. Nositelj je osam počasnih doktorata (četiri za znanost, dva za medicinu, te po jedan za prirodoslovne znanosti i pravo).

## Životopis
Ružička je rođen 1887. godine u Vukovaru (u to vrijeme dio Austro-Ugarske). Njegov je otac Stjepan Ružička bio češkoga i hrvatskoga podrijetla, a majka Amalija (rođena Sever) hrvatskoga i njemačkoga podrijetla. Ružičkini predci bili su zemljoradnici i obrtnici, a otac mu je bio bačvar i vatreni hrvatski domoljub. Ružička je kršten Leopold i Stjepan kako je navedeno u IX. svesku Matične knjige župne crkve u Vukovaru za razdoblje 1879. – 1890., a na stranici 298., pod rednim brojem 205.: "Godine 1887. mjeseca rujna dana 13. rođen je i 15. kršten LEOPOLD STJEPAN zakoniti sin Stjepana RUŽIČKE i Amalie (Seva) SEVER...". S majkom i mlađim bratom Stjepanom nakon očeve smrti 1891. godine otišao je u Osijek, majčin rodni grad. U Osijeku pohađao je i završio Nižu pučku školu (4 razreda, 1894. – 1898.) i Kraljevsku veliku (klasičnu) gimnaziju (8 razreda, 1898. – 1906.), koju je maturirao 1906. godine. Po završetku gimnazije opredijelio se za tehniku. Upisao je kemiju, vjerojatno zbog toga što se nakon studija planirao vratiti i zaposliti u novootvorenoj tvornici šećera u Osijeku. Zbog teške svakodnevice i političke nestabilnosti, odlazi na Tehničku visoku školu (Technische Hochschule, TH) u Karlsruheu u Njemačkoj. 
Bio je dobar student u područjima koje je volio i za koje je mislio da će mu biti potrebni u budućnosti, kao npr. organska kemija. Ondje je Ružička uspostavio uspješnu suradnju s Hermannom Staudingerom. Radeći s njim 1910. godine doktorirao je s disertacijom naslovljenom Über Phenylmethylketen. Staudinger je 1912. godine izabran za profesora na Saveznoj tehničkoj visokoj školi (Eidgenössische Technische Hochschule, ETH) u Zürichu i Ružička mu postaje asistent. Nakon što se je razišao sa Staudingerom surađivao je Ružička neko vrijeme s kemijskom industrijom, 1918. godine postao je privatnim docentom na Saveznoj tehničkoj visokoj školi (ETH) u Zürichu, a 1923. godine titularnim profesorom, no bez stalne plaće. 1925. i 1926. godine radio je u Ženevi. U razdoblju od 1927. do 1929. godine bio je profesorom organske kemije na Sveučilištu u Utrechtu u Nizozemskoj nakon čega vraća se u Zürich iste godine na mjesto profesora organske kemije na Saveznoj tehničkoj visokoj školi (ETH).
Na poziv Hrvatskoga kemijskoga društva u Zagrebu je 16. ožujka 1940. godine održao svoje Nobelovo predavanje pod naslovom Od dalmatinskog buhača do seksualnih hormona, te je bio izabran za počasnoga člana Jugoslavenske akademije znanosti i umjetnosti (sada HAZU), počasnoga doktora Sveučilišta u Zagrebu, za prvoga počasnoga člana Hrvatskoga kemijskoga društva, počasnoga člana Društva inženjera u Zagrebu, Hrvatskoga prirodoslovnoga društva i Hrvatskoga liječničkoga društva, a 1970. godine postao je i počasnim članom Matice hrvatske.
Umro je u švicarskom mjestu Mammernu, 26. rujna 1976. godine. Pokopan je u Zürichu.

## Znanstveni rad i istraživanje
Ružička je objavio 582 rada. Ružičkini prvi radovi bili su s područja prirodnih spojeva. Cijeli svoj život ostao je na tom području. Proučavao je strukture aktivnih komponenata biljke Pyrethrum cinerariifolium dalmatinskog buhača. Radeći, došao je u doticaj s kemijom terpena – veoma interesantnog industriji parfema. Namjeravao je započeti samostalna istraživanja, te je uspostavio uspješnu i produktivnu suradnju s "Cie Company" (kasnije "Firmenich") u Ženevi.
Godine 1916. – 1917., dobiva podršku najvećeg svjetskog proizvođača parfema Haarman & Reimer iz Holzmindena u Njemačkoj. Zbog znanja iz područja terpena, 1918. godine postaje izvanredni profesor, a 1923. godine i počasni profesor na ETH-u (Eidgenössische Technische Hochschule) i na Sveučilištu u Zurichu.
Godine 1921. Ružička se pridružuje ženevskim proizvođačima parfema Chuit, Naef & Firmenich. Radeći tamo stječe financijsku stabilnost, te iz Züricha odlazi u Basel. Godine 1927. postaje profesor organske kemije na Sveučilištu u Utrechtu u Nizozemskoj. Ondje ostaje tri godine, a kasnije se ponovno vraća u Švicarsku, gdje postaje vodeći stručnjak na području kemijske industrije.
Ponovno u Zürichu, na "ETH"-u postaje profesor organske kemije i započinje najplodnije razdoblje svoje karijere. Proširuje područja svojih istraživanja, dodajući kemiji terpena i steroide. Nakon uspješne sinteze spolnih hormona (androsterona i testosterona), njegov laboratorij postaje vodeći na polju organske kemije.
Godine 1939. dobiva za kemiju, zajedno s Adolfom Butenandtom, Nobelovu nagradu za rad na polimetilenskim i višim terpenima. Za vrijeme Drugog svjetskog rata, neki od njegovih najboljih suradnika odlaze, no Ružička dovodi u svoj laboratorij nove, mlade i obećavajuće znanstvenike, među kojima je i Vladimir Prelog.
Okrenuo se proučavanju novih područja: biokemije; problemima evolucije i nastanka života, a posebice biogeneze terpena. Godine 1957., Ružička odlazi u mirovinu, te svoj laboratorij ostavlja Vladimiru Prelogu.
Ružička se značajno posvetio problemima edukacije. Inzistirao je na boljoj organizaciji akademskog obrazovanja i znanstvenog rada u SFRJ, te je uspostavio Švicarsko-Jugoslavensko društvo.

## Nagrade i priznanja
Osim Nobelove nagrade za kemiju (1939.), Ružička je dobio Nagradu Švicarskoga kemijskog društva (1918.), Wernerovu nagradu i medalju Švicarskoga kemijskog društva (1923.), Le Blancovu medalju (uz počasno predavanje) Francuskoga kemijskog društva (1928.), Pedlerovu medalju (uz počasno predavanje) Engleskoga kemijskog društva (1931.), Medalju (uz počasno predavanje) Industrijskoga društva iz Mulhousea (1935.), Cannizzarovu nagradu Akademije Lincei (1936.), Lavoisierovu medalju (uz počasno predavanje) Francuskoga kemijskog društva (1937.), Nagradu Marcel-Benoist Švicarskoga kemijskog društva (1939.), Medalju (uz počasno predavanje) Sveučilišta u Liegeu (1940.), Nagradu Donegani Akademije Lincei (1948.), Faradeyevu medalju (uz počasno predavanje) Engleskoga kemijskog društva (1958.) i Hanušovu medalju Čehoslovačkoga kemijskog društva (1966.).

## Spomen
- 1940.: Proglašen je počasnim građaninom Grada Vukovara.[3][11][13]
- 1957.: ETH je utemeljio Ružičkinu nagradu koja se dodjeljuje godišnje, za istaknuti doprinos kemiji nekome mladome kemičaru švicarske narodnosti ili stranome državljaninu, koji radi u Švicarskoj.[14]
- 1965.: Na njegovoj rodnoj kući bila mu je postavljena spomen-ploča.[15]
- U rodnoj kući mu je u spomen otvoren muzej (1977.), koji je nažalost uništen 1991. za vrijeme Domovinskog rata. Obnovljena je i ponovno otvorena 2007. godine na 120. godišnjicu Ružičkina rođenja i sada je kongresni centar Ružičkina kuća.[15][16]
- U Vukovaru se od 1978. godine održavaju Ružičkini dani, tradicionalni su skup stručnjaka i znanstvenika iz područja kemije, kemijskog i biokemijskog inženjerstva, prehrambene tehnologije, medicinske biokemije i farmacije, te kemije u poljoprivredi, šumarstvu i zaštiti okoliša.[17]
- 2001. godine dobio je poštansku marku u seriji prigodnih maraka Hrvatski nobelovci.[18]
- Od 2004. godine dodjeljuje se nagrada Leopold Ružička.[19]
- Godine 2005. novoosnovano Veleučilište dobilo je naziv Veleučilište Lavoslav Ružička u Vukovaru.
- U sklopu spomeničkog prostora Veleučilišta Lavoslav Ružička u Vukovaru nalazi se poprsje prvog hrvatskog nobelovca Lavoslava Leopolda Ružičke. Autor rondela je akademik Andrija Mutnjaković, a poprsja akademski kipar Marijan Sušac.[20]
- U Švicarskoj je osnovana nagrada "Ružička" za mlade znanstvenike koji rade u Švicarskoj.
- Družba "Braća Hrvatskoga Zmaja" – Zmajski stol u Osijeku – obilježila je uspomenu na istaknute učenike osječkih gimnazija Josipa Jurja Strossmayera, Leopolda Ružičku i Vladimira Preloga postavljanjem njihovih poprsja na Rondel velikana pred zgradom Gimnazije 29. siječnja 2007.[1]
- 2015.: 21. travnja, u Knjižnici Hrvatske akademije znanosti i umjetnosti otvorena je Memorijalna soba nobelovaca Ružičke i Preloga.[21]

## Galerija
- Ružička, 1911. godine
- Ružička, 1935. godine
- Ružička, u predavaonici
- Ružička, oko 1939. godine

## Vanjske poveznice
- Fundacija "Ružičkina kuća"  Arhivirana inačica izvorne stranice od 27. kolovoza 2011. (Wayback Machine)
- Veleučilište Lavoslav Ružička u Vukovaru
- Ružičkini dani (hrv.)/(engl.)
- The Nobel Prize in Chemistry 1939 Adolf Butenandt, Leopold Ruzicka. Leopold Ruzicka – Biographical  Arhivirana inačica izvorne stranice od 20. listopada 2001. (Wayback Machine), nobel.se (engl.)